# Президентские выборы в Греции (2014—2015)
Президентские выборы в Греции 2014—2015 годов: первый тур прошёл 17 декабря 2014 года, второй тур прошёл 23 декабря, третий тур прошёл 29 декабря. Парламент, сформированный в июне 2012 года, не смог избрать президента в декабре 2014 года и был распущен. Поэтому новые внеочередные парламентские выборы были назначены на 25 января 2015 года. После избрания нового парламента в январе 2015 года выборы президента продолжатся, и тогда для избрания новому кандидату в президенты будет достаточно набрать в парламенте простое большинство в 151 голос. Четвёртый тур президентских выборов состоялся 18 февраля 2015 года.

## Контекст
Президент избирается парламентом Греции. Пятилетний срок полномочий действующего президента Греции Каролоса Папульяса должен истечь 13 марта 2015 года, когда завершается второй срок его пребывания на посту президента и, по конституции Греции, он не может быть переизбран на третий срок. Голосование проводится тайно. Чтобы быть избранным, претенденту на президентское кресло понадобится поддержка как минимум 180 депутатов парламента. И если кандидат на пост президента не сумеет набрать 180 голосов законодателей, то придётся объявить досрочные парламентские выборы, после чего новый законодательный орган сможет утвердить кандидата простым большинством в 151 голос.
По первоначальному плану выборы президента должны были состоятся в феврале 2015 года. Но действия оппозиции, требующей досрочных парламентских выборов — в первую очередь коалиции «СИРИЗА», которая поддержала прошедшие в конце ноября 2014 года всеобщие забастовки против мер жесткой экономии, являющихся следствием долгового кризиса продолжающегося в Греции с 2010 года, привели к тому, что премьер-министр Греции (лидер партии «Новая демократия») Антонис Самарас и вице-премьер (лидер ПАСОК) Эвангелос Венизелос, проинформировав о своём решении президента Греции, обратились к председателю парламента с просьбой как можно скорее начать процедуру избрания президента и назначить голосование на 17 декабря 2014 года.

## Кандидаты
Единственным кандидатом 2014 года в первом, втором и третьем турах был семидесятитрёхлетний Ставрос Димас.

## Голосования и результаты

### Первый тур
17 декабря 2014 года состоялся первый тур выборов. Ставрос Димас получил 160 голосов депутатов (155 от правящей коалиции, состоящей из «Новой демократии» и партии ПАСОК, и 5 от независимых депутатов). Для избрания в первом туре кандидату необходимо заручиться поддержкой не менее 200 парламентариев. Второй тур состоится 23 декабря. Если кандидат не получит и во втором туре 200 голосов, будет назначено третье голосование. Оно пройдёт 29 декабря, а кандидату в президенты надо будет заручиться поддержкой 180 депутатов, иначе парламент будет распущен и объявлены досрочные выборы.

### Второй тур
23 декабря 2014 года состоялся второй тур выборов. Кандидат на пост президента Греции Ставрос Димас снова не смог набрать в парламенте большинства голосов, поэтому 29 декабря греческий парламент проведёт третий тур выборов президента. Кандидат набрал 168 голосов — на восемь голосов больше, чем в первом туре, но ему были необходимы 200.

### Третий тур
По результатам третьего тура, прошедшего 29 декабря 2014 года, Ставрос Димас получил 168 голосов при необходимых 180. Таким образом, парламент не сумел избрать президента и 29 декабря был распущен. Выборы в парламент нового созыва состоялись 25 января. После выборов для избрания президента парламенту понадобится обычное большинство в 151 голос.

### Четвёртый тур
18 февраля 2015 года премьер-министр Алексис Ципрас предложил кандидатуру политика от партии Новая Демократия (правоцентристская) Прокописа Павлопулоса на пост президента страны. В этот же день Прокопис Павлопулос избран президентом Греции.